# Nebchasetnebet
Nebchasetnebet (ca. 1305 v.Chr. - rond 1289 v. Chr.) was de oudste zoon van de latere farao Seti I en de achteraf tot grote koninklijke vrouwe verheven Toeja. Hij was hierdoor de oudere broer van de latere farao Ramses II.
Beide broers hadden ook nog een zus genaamd Tia. Seti I stelde Nebchasetnebet rond 1290 v.Chr. aan als troonsopvolger en stuurde hem om een verdere opleiding te krijgen naar Heliopolis. Daar zou hij echter kort daarop sterven. Na zijn dood werd enige tijd later zijn 15-jarige jongere broer Ramses door hun vader Seti tot coregent benoemd.